# Rugvica
Rugvica je općina u Hrvatskoj.

## Zemljopis
Općina Rugvica smještena je u istočnom dijelu Zagrebačke županije na lijevoj obali rijeke Save. Na zapadu i sjeverozapadu graniči s gradom Zagrebom, na sjeveru s gradom Dugim Selom, na istoku s općinom Brckovljani i gradom Ivanić-Gradom. Općinu čine 23 naselja. Sjedište općine, naselje Rugvica smješteno je 23 kilometra jugoistočno od središta Zagreba i 4 km južno od Dugog Sela. Površina općine je 93,58 četvornih kilometra.

## Stanovništvo
Općina ima 7608 stanovnika u 2165 kućanstava (2001.). 
Prosječna gustoća naseljenosti je 81 stanovnik po četvornom kilometru. Naselje Rugvica ima 758 stanovnika.
Nacionalni sastav općine 2001.
- Hrvati:      95,93%
- Srbi:        1,18%
- Bošnjaci:    0,75%
- Makedonci:   0,12%
- Albanci:     0,05%
- Crnogorci:   0,03%
- Mađari:      0,03%
- Rusi:        0,03%
- Austrijanci: 0,01%
- Česi:        0,01%
- Romi:        0,01%
- Slovenci:    0,01%
- Talijani:    0,01%
- Ukrajinci:   0,01%
- ostali:          1,82%

Naselja i stanovništvo 2001.
- Čista Mlaka	488
- Črnec Dugoselski	193
- Črnec Rugvički	77
- Donja Greda	118
- Dragošička	409
- Hrušćica	168
- Jalševec Nartski	558
- Ježevo	453
- Nart Savski	213
- Novaki Nartski	71
- Novaki Oborovski	261
- Obedišće Ježevsko	131
- Oborovo	722
- Okunšćak	442
- Otok Nartski	210
- Otok Svibovski	233
- Preseka Oborovska	162
- Prevlaka	95
- Rugvica	758
- Sop	446
- Struga Nartska	451
- Svibje	443
- Trstenik Nartski	506

| broj stanovnika | 4783  | 4800  | 4793  | 5501  | 5868  | 6075  | 5956  | 5700  | 5083  | 5001  | 4717  | 4308  | 4075  | 4922  | 7608  | 7871  | 7133  |
|                 | 1857. | 1869. | 1880. | 1890. | 1900. | 1910. | 1921. | 1931. | 1948. | 1953. | 1961. | 1971. | 1981. | 1991. | 2001. | 2011. | 2021. |

| broj stanovnika | 558   | 570   | 574   | 656   | 715   | 682   | 679   | 647   | 554   | 570   | 544   | 542   | 585   | 600   | 758   | 722   | 704   |
|                 | 1857. | 1869. | 1880. | 1890. | 1900. | 1910. | 1921. | 1931. | 1948. | 1953. | 1961. | 1971. | 1981. | 1991. | 2001. | 2011. | 2021. |

## Uprava
Na vlasti u općini je HDZ. Načelnik općine i predsjednik općinskog poglavarstva je Mato Čičak (HDZ). Općinsko vijeće ima 15 članova. 
Općinska uprava nalazi se u sjedištu općine, u Rugvici, dok se uredi državne uprave, županijske službe, sudstvo, policija i drugo, a koji su mjerodavni za općinu Rugvica nalaze u obližnjem Dugom Selu.

## Povijest
Naselje Rugvica smješteno je na lijevoj obali rijeke Save. Ime Rugvice nastalo je od stare hrvatske i slavenske riječi "horugva", što bi značilo zastava, barjak. Izvedbom imena postaje "Horongvica", kako se naziva u starim župnim knjigama. Kako je Sava plovna do Rugvice, može se pretpostaviti da je u dalekoj povijesti u Rugvici bilo pristanište, najvjerojatnije za ribare označeno stijegom ili zastavom. Rugvica je kasnije i bila važno pristanište na Savi gdje se odvijala trgovina. U srednjem vijeku Rugvica je u posjedu velikaških obitelji, a zadnji je gospodar bio Eduard Jelačić, od čijeg dvorca danas nije ništa ostalo. Rugvički kmetovi oslobođeni su nešto prije nego kaptolski, pa su tako i ranije napuštali tradicionalnu narodnu nošnju, te su zato u puku zvani "svilari", dok su drugi zadržali naziv "turjačari", jer su dulje nosili turjače - odjela od domaćeg platna. Škola u Rugvici započinje s radom 1852. godine. Od utemeljenja kotara u tadašnjoj Austro-Ugarskoj, Rugvica je u sastavu kotara Dugo Selo. Nakon ukidanja kotara Dugo Selo 31. kolovoza 1955. Rugvica ostaje u sastavu općine Dugo Selo. Godine 1993. tadašnja velika općina Dugo Selo dijeli se na dvije općine (Brckovljani i Rugvica) i današnji grad Dugo Selo. U sastav općine Rugvica ulaze 23 naselja.

## Gospodarstvo
U povijesti ali i danas, iako nešto slabijeg intenziteta, podučje općine najvećim dijelom orijentirano je na poljodjeljstvo. Zadnjih desetljeća značajna je proizvodnja šljunčanih materijala. Značajan broj stanovnika zaposlen je na području Zagreba i Dugog Sela.
U Rugvici djeluje institut za oplemenjivanje bilja, koji proizvodi sjeme za poljoprivredne kulture, prvenstveno kukuruz. U novije vrijeme značajna je prozvodnja, tj. sklapanje i distribucija računala te centri poput logističkog centra Ralu i trgovačkog lanca IKEA. Blizinom Zagreba, željeznice u Dugom Selu i otvaranjem čvora na autocesti A3 Zagreb-Lipovac, rugvička poslovna zona zajedno s dugoselskom u skoroj budućnosti postat će značajno poslovno središte istočnog dijela Zagrebačke županije.
U Rugvici je demonstracijska farma za uzgoj energetske biljke miskantusa, koju se koristi u proizvodnji biogoriva. INA ondje ima svoje nasade i prva je žetva bila početkom 2019. godine.

## Poznate osobe
- Josip Predavec
- Martin Bogdan

## Spomenici i znamenitosti
- Spomenik na oborovsku bitku u Oborovu

## Obrazovanje
U općini djeluje osnovna škola "Rugvica"

## Kultura
- KUD Tančec
- KUD Posavka
- KUD Zov zavičaja
- KUD Hrvata BiH
- Udruga Ljubitelji Save - savski lađari

## Šport
- Taekwondo klub "Rugvica"
- NK Oborovo
- NK "Sava" Sop
- NK Rugvica Sava 1976
- RK Rugvica - 2. HRL
- ŽRK Rugvica
- MNK Rugvica
- Šahovski klub Rugvica
- Stolnoteniski klub Rugvica
- Odbojkaški klub Rugvica
- Off-road klub Rugvica
- Zajednica sportskih udruga Općine Rugvica
- Automobilistički klub Rugvica

## Vanjske poveznice
- Dugoselska kronika
- Službene stranice